# Alessandro II di Cachezia
Alessandro II di Cachezia, in georgiano კონსტანტინე I?, noto anche come Constantine Khan (კონსტანტინე ხანი) (Tbilisi, 1527 – Zagem, 12 marzo 1605), è stato re di Cachezia dal 1574 al 1601 e dal 1602 al 1605. Pur in una delicata e precaria situazione interna, riuscì a mantenere una relativa stabilità economica nel proprio regno e prese per primo contatti con lo zar di Russia. Alessandro cadde vittima di un colpo di stato sponsorizzato appoggiato dalla Persia e condotto dal suo stesso figlio, Costantino I, che gli succedette al trono di Cachezia..

## Biografia

### I primi anni e le alleanze politiche
Alessandro era figlio di re Levan di Cachezia e della sua prima moglie Tinatin Gurieli. Alla morte di Levan nel 1574, Alessandro si assicurò la successione dopo una strenua lotta coi suoi fratellastri – El-Mirza e Kaikhosro – e le loro rispettive fazioni. Aiutato da uomini di fiducia e dal suo vicino di territorio, Daud Khan di Cartalia, che gli inviò delle truppe ausiliarie sotto il comando dei principi Bardzim Amilakhvari ed Elizbar del Ksani, Alessandro schiacciò i propri oppositori nella battaglia di Torgi.
Alessandro II continuò la tradizionale politica dei suoi predecessori sperando di mantenere la pace con tutti i vicini territoriali della Cachezia. Per quel tempo, questo fatto assicurò la stabilità economica e la prosperità al regno. Ad ogni modo non fu un compito semplice dal momento che in diverse occasioni si trovò a dover fronteggiare le manovre politiche di ottomani e persiani safavidi i cui entrambi imperi erano intenzionati a mettere le mani sul Caucaso. Anche se Alessandro era inizialmente un vassallo, almeno nominalmente, dei Safavidi, ripudiò ben presto la sua alleanza con lo scià di Persia ed accettò la sovranità ottomana quando quest'impero conquistò le terre alte della regione nel 1578. La mossa non impedì ad ogni modo che la Cachezia venisse attaccata dai sudditi del shamkhal di Tarki che venne probabilmente istigato da agenti ottomani. Alessandro decise di riprendere gli sforzi compiuti in piccolo già da suo padre per stabilire un'alleanza con l'Impero russo. Dopo uno scambio di ambascerie tra il 1586 ed il 1587, Alessandro ricevette infine la protezione dello zar Feodor I di Russia, siglando un trattato nel 1589. Le truppe russe vennero inviate contro lo shamkhal in una breve campagna nel 1592. Ben poco pervenne dalle altre promesse fatte dal governo russo.
Tra il 1596 ed il 1597, inviati di Alessandro II, Simone I di Cartalia e Manuchehr di Samtshke giunsero alla corte Safavide, con diversi giovani schiavi e schiave, in visita al principe Costantino, figlio di Alessandro II che era stato cresciuto alla corte dello scià di Persia e che li ancora si trovava.

### La caduta

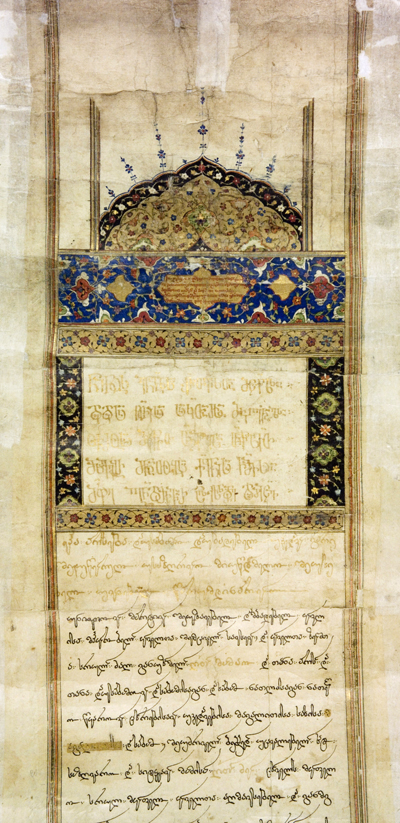
Documentoreale di Alessandro II.

Nell'ottobre del 1601, il figlio di Alessandro, Davide, si rivoltò all'autorità regia e riuscì a prendere per sé la corona, costringendo suo padre a ritirarsi in un monastero. Davide ad ogni modo morì l'anno successivo, il 2 ottobre 1602, ed Alessandro fu in grado di riprendere il trono. Nel frattempo la Persia iniziò a riprendersi quanto gli ottomani avevano tralasciato. L'energico scià Abbas I pose un assedio alla fortezza ottomana di Erevan nel novembre del 1603 e chiamò Alessandro al proprio quartier general. Dopo mesi di esitazione, Alessandro giunse ad Erivan nell'aprile del 1604. All'inizio del 1605, lo scià Abbas lo inviò indietro con l'ordine di razziare Shirvan, accompagnato da suo figlio Costantino che era un fedele suddito dell'Impero persiano e che aveva aderito all'Islam.
Tornato in Cachezia, Alessandro trovò una nuova ambasciata russa che però questa volta chiedeva a lui supporto nel progetto di una campagna militare contro lo shamkhal. Gli inviati russi avevano già incontrato il figlio di Alessandro, Giorgio, che conduceva gli affari del regno in assenza del padre. Insoddisfatto di questa manovra politica sottobanco, Costantino richiese la letterale esecuzione degli ordini dello scià. Il 12 marzo 1605, Alessandro convocò un consiglio della corona presso il villaggio di Zagem dove era accampato. Costantino coi suoi Qizilbash colse l'occasione per muovere un colpo di stato ai danni del suo stesso padre; Alessandro, Giorgio ed altri nobili vennero massacrati. Costantino venne creato dallo scià re di Cachezia, fatto che ristabilì la sovranità safavide sull'area.

## Famiglia
Alessandro II sposò Tinatin, figlia del principe Bardzim Amilakhvari, con la quale ebbe cinque o sei figli e due figlie:
- Eraclio (1568–1586)
- Davide I di Cachezia (1569–1602)
- Giorgio (1570–1605)
- Costantino I (1571–1605)
- Rostom (m. 1579)
- Anton (m. 1590), non menzionato nella tradizionale genealogia dei re di Cachezia stesa da Cyril Toumanoff
- Anna; sposò Bagrat VII di Cartalia
- Nestan-Darejan (m. 1591); sposò Manuchar I Dadiani, Principe di Mingrelia
- Tinatina, sposò nel 1579 il sultano Hamza Mirza (1566–1586), uno dei figli dello scià Mohammed Khodabanda.[4]